# Juan de Urquía y Redecilla
Juan de Urquía y Redecilla (f. Paracuellos de Jarama, 1936) fue un militar, periodista y político español. Trabajó algunos años como periodista en Tenerife, donde fue compañero de Manuel Delgado Barreto en la Opinión. En 1900 fundó el diario La Patria, donde publicó artículos con el  pseudónimo El Capitán Verdades. Fue diputado por Gandesa por el Partido Conservador en las elecciones generales de España de 1901 y 1905 y por la isla de El Hierro en lase elecciones generales de España de 1923. 
Tras el «alzamiento» del 18 de julio de 1936, y su fracaso en Madrid, fue encerrado en la cárcel Modelo de Madrid. Fue uno de los presos asesinados en las matanzas de Paracuellos.

## Obras
- La Guerra hispanoamericana, historia negra: Relato de los escándalos ocurridos en nuestras excolonias durante las últimas guerras, 1899